# Anna Iváková
Anna Iváková (* 1953 Topoľčany) je slovenská básnířka a esperantistka. Kromě poezie pracovala také na slovníku nářečí Topoľčanska. 
Studovala střední ekonomickou školu, obor služby, maturovala v 1972. 
Píše nejen poezii, ale i povídky ze života, především humorné. Známé jsou Príbehy z Rače podle vyprávění místních obyvatel (Otília Ballonová, Jozef Valovič). Obohatily pořad Literárium na Rádiu Regina, který má mnoho posluchačů. 
Během Světového kongresu esperanta v roce 2016 v Nitře na malé scéně Divadla Andreje Bagára si účastníci kongresu mohli poslechnout verše Dotyky duše od Jozefa Leikerta, které ve slovenském originále Dotyky duše přednesl profesionální herec Jozef Šimonovič, v esperantu recitovali Marek Blahuš a Anna Iváková. Verše doprovázela svou hudbou česká cimbalistka a zpěvačka Zuzana Lapčíková se svým tříčlenným orchestrem, tančili sólisté Národního divadla Brno Markéta Habalová a Michal Pimek a choreografii představení spoluvytvářela Hana Litterová.
Dne 13.6.2025 získala poctu primátorky města Topoľčany při příležitosti 790. výročí první zmínky o městě.

## Díla
- Ševelenie jabloní (2015)
- Zvečerenie (2018)
- Žochársky krátký slovník topoľčanského nářečí (2018)
- Zlomky nášho času (2020)

## Překlady
- Jozef Leikert: Tuŝoj je animo – Dotyky duše (2015, esperantsko-slovenské vydání)
- Jozef Leikert: 'Paŝflustrado – Šepot krokov (2020, esperantsko-slovenské vydání)

## Zdroje
- Spravodaj č. 25/2025 Topoľčany | Munipolis, 17.6.2025 (udělení pocty pimátorky)
- Knihy Anny Ivákové
- Internetové stránky (viz odkazy níže)
- Osobní sdělení